# Nintendo eShop
Nintendo eShop (ニンテンドーeショップ Nintendō e-Shoppu?) es un servicio en línea ofrecido por Nintendo para la videoconsola Nintendo Switch, y anteriormente disponible para Nintendo 3DS y Wii U mediante Nintendo Network. Fue lanzado el 6 de junio de 2011 en América del Norte y el 7 de junio de 2011 en Europa y Japón, mediante una actualización del sistema de Nintendo 3DS, que agregó esta funcionalidad a la consola. A diferencia de la de Nintendo 3DS, la tienda virtual de Wii U estuvo disponible desde el lanzamiento de la consola, requería una actualización del sistema para poder acceder a ella. Es también una aplicación multitarea, lo que significa que es accesible incluso cuando el juego se está ejecutando en el fondo a través del menú principal del sistema, aunque esta característica solo está disponible en Wii U y Nintendo Switch. Nintendo eShop ofrece juegos descargables, aplicaciones e información sobre videojuegos para cada consola. En julio de 2020, en los países de América Latina y del Caribe (exceptuando México y Brasil), así como en varios países del Sudeste Asiático y Oriente Medio, los cuales usaban versiones limitadas de la tienda, cerraron sus servidores en las consolas Nintendo 3DS y Wii U. Esta tienda dejó de permitir la compra de juegos no adquiridos el 27 de marzo de 2023 para las consolas Nintendo 3DS y Wii U, no obstante, la tienda sigue estando disponible para Nintendo Switch.

## Características
El icono de Nintendo eShop aparece en el menú de inicio de Wii U, Nintendo 3DS y Nintendo Switch y requiere conexión inalámbrica a Internet para poder acceder. A diferencia del Canal Tienda Wii y la Tienda Nintendo DSi, que utilizan como pago Nintendo Points, Nintendo eShop utiliza directamente las divisas regionales pertinentes, como euros y dólares. Se puede incorporar dinero a tu cuenta mediante tarjeta de crédito o mediante tarjetas de prepago, llamadas Nintendo eShop Card, las cuales se pueden adquirir en las tiendas.
Nintendo eShop almacena un registro de todas las descargas y las compras realizadas, permitiendo a los usuarios volver a descargar el software adquirido previamente, sin costo adicional, siempre que el software todavía esté disponible en la eShop. Las descargas se pueden comenzar de inmediato, o puedes elegir la opción de que se descarguen mientras la consola está en modo espera. Los juegos y aplicaciones descargados en una Nintendo DSi pueden ser traspasados a una Nintendo 3DS, con algunas excepciones, como Flipnote Studio y el navegador web de Nintendo DSi. Desde una actualización de diciembre de 2011 se permite a los usuarios transferir sus compras entre varios sistemas de 3DS.

### Multitarea
Se puede acceder en cualquier momento a través de la pantalla del menú HOME, incluso cuando un juego está funcionando a la vez. Esta característica sin embargo solo está disponible en Wii U. Las descargas en segundo plano también son posibles a través de SpotPass mientras ves videos, escuchas música, miras fotos, usas el navegador web y juegas a Wii U y mientras la Nintendo 3DS está en modo reposo. Oficialmente 8 descargas pueden estar en cola a la vez. El estado de las descargas se puede comprobar en el menú HOME en la sección "Gestor de descargas". Si las notificaciones están activadas aparecerá un mensaje en la esquina superior derecha de la pantalla para notificar al usuario que la descarga ha finalizado.

## Contenido disponible
Los siguientes tipos de juegos, aplicaciones y medios están disponibles para descargar desde Nintendo eShop. A partir del 27 de marzo de 2023, el contenido indicado en la tabla dejó de estar disponible para su adquisición en Nintendo 3DS y Wii U debido al cierre de la plataforma en esos sistemas.
| Contenido                                                                                            | Gratuito o De pago | Nintendo Switch                                                                                       | Wii U   | Nintendo 3DS                                                                                             |
| Juegos                                                                                               | Juegos             | Juegos                                                                                                | Juegos  | Juegos                                                                                                   |
| --- | ------------------ | --- | ------- | --- |
| Software descargable                                                                                 | De pago            | Sí | Sí      | Sí |
| Títulos al por menor                                                                                 | De pago            | Sí | Sí      | Sí |
| Complementos y parches                                                                               | Gratuito y De pago | — | Sí      | Sí |
| Demos                                                                                                | Gratuito           | Sí | Sí      | Sí |
| 3D Classics                                                                                          | Gratuito y De pago | No | No      | Sí |
| WiiWare                                                                                              | De pago            | No | Sí      | — |
| DSiWare                                                                                              | De pago            | No | —       | Sí |
| Consola Virtual                                                                                      |                    | |         | |
| NES/Family Computer                                                                                  | Gratuito y De pago | Solo disponible a través de Nintendo Switch Online (se paga con el servicio)                          | Sí      | Sí |
| Super NES/Super Famicom                                                                              | De pago            | Solo disponible a través de Nintendo Switch Online (se paga con el servicio)                          | Sí      | La Consola Virtual de Super NES/Super Famicom está disponible solo para los usuarios de New Nintendo 3DS |
| Nintendo 64                                                                                          | De pago            | Solo disponible a través de Nintendo Switch Online + Expansion Pack (se paga con el servicio)         | Sí      | No |
| Nintendo GameCube                                                                                    | De pago            | No | No      | No |
| Nintendo DS                                                                                          | De pago            | No | Sí      | Las tarjetas DS son compatibles; No es necesaria la distribución digital en la eShop de Nintendo 3DS     |
| Game Boy                                                                                             | De pago            | Solo disponible a través de Nintendo Switch Online (se paga con el servicio)                          | No      | Sí |
| Game Boy Color                                                                                       | De pago            | Solo disponible a través de Nintendo Switch Online (se paga con el servicio)                          | No      | Sí |
| Game Boy Advance                                                                                     | Gratuito y De pago | Solo disponible a través de Nintendo Switch Online + Expansion Pack (se paga con el servicio)         | Sí      | Hay 10 juegos disponibles solo para modelos Nintendo 3DS Ambassadors                                     |
| Sega Master System                                                                                   | De pago            | No | Sí      | No |
| Sega Mega Drive/Genesis                                                                              | De pago            | Solo disponible a través de Nintendo Switch Online + Expansion Pack (se paga con el servicio)         | Sí      | No |
| Sega Game Gear                                                                                       | De pago            | No | No      | Sí |
| TurboGrafx-16/PC Engine                                                                              | De pago            | No | Sí      | No |
| Neo-Geo                                                                                              | De pago            | No | Sí      | No |
| Commodore 64                                                                                         | De pago            | No | Sí      | No |
| MSX                                                                                                  | De pago            | No | Sí      | No |
| Consola Virtual Arcade                                                                               | De pago            | Disponible a través de Arcade Archives                                                                | Sí      | No |
| Imágenes                                                                                             |                    | |         | |
| Imágenes tomadas del juego                                                                           | Gratuito           | — | HD y SD | SD |
| Videos                                                                                               |                    | |         | |
| Videos de juegos (incluye tráileres, entre bastidores, entrevistas, anuncios y videos promocionales) | Gratuito           | — | HD y SD | SD y 3D                                                                                                  |
| Video tutoriales                                                                                     | Gratuito           | — | HD y SD | SD y 3D                                                                                                  |
| Cortometrajes de terceros estudios                                                                   | Gratuito y De pago | — | No      | SD y 3D                                                                                                  |
| Nintendo Show 3D (solo disponible en Norteamérica)                                                   | Gratuito           | — | No      | SD y 3D                                                                                                  |
| Nintendo TV (Official Nintendo Magazine) (solo disponible en Reino Unido)                            | Gratuito           | — | No      | SD |
| Videos de las conferencias Nintendo Direct                                                           | Gratuito           | — | Sí      | Sí |
| Varios                                                                                               |                    | |         | |
| Aplicaciones                                                                                         | Gratuito y De pago | Sí | Sí      | Sí |
| Integración con el Club Nintendo                                                                     | Gratuito           | No existe integración con Club Nintendo, en cambio, Switch se integra con su reemplazante My Nintendo | Sí      | Sí |
| Integración con My Nintendo                                                                          | Gratuito           | Sí | No      | No |

## Software descargable
Se trata de una extensión de la serie de software descargable de WiiWare y DSiWare, estos títulos se han creado específicamente para aprovechar las capacidades de Wii U y Nintendo 3DS respectivamente. Estos pueden ser aplicaciones, videos o juegos para descargar.

### Contenido adicional
Incluye contenidos descargables, además de nuevas características y parches. Este software se puede agregar a los dos tipos juegos, digitales y físicos.

### Actualizaciones de software
Las actualizaciones de software, más comúnmente conocidas como parches, están disponibles en Nintendo 3DS desde el 25 de abril de 2012 y en Wii U desde el 18 de noviembre de 2012, a través de una actualización del sistema. Estas actualizaciones del sistema dan la capacidad de reparar los títulos descargables, así como juegos de venta al por menor, tanto a través de la Nintendo eShop y como del menú HOME. Estos parches tienen el principal propósito de reparar vulnerabilidades de seguridad y otros errores, además de mejorar la facilidad de uso o el rendimiento. Los parches se pueden descargar mientras se utilizan otras aplicaciones a través del sistema "Gestor de descargas".

## Consola Virtual
Consola Virtual (バーチャルコンソール Bācharu Konsōru?), a veces abreviado como VC (Virtual Console), era una sección especializada del servicio Nintendo eShop en línea que permitía a los jugadores comprar y descargar juegos de consolas anteriores para las consolas Wii U y Nintendo 3DS.

### Wii U
En Wii U existían dos opciones disponibles para acceder al contenido de la Consola Virtual: a través del Canal Tienda Wii disponible en el "Modo Wii" y a través de la Nintendo eShop de la propia consola:
Canal Tienda Wii (Modo Wii)
- NES/Family Computer
- Super NES/Super Famicom
- Nintendo 64
- Sega Master System
- Sega Mega Drive/Genesis
- TurboGrafx-16/PC Engine
- Neo-Geo
- Commodore 64 (solo disponible en América y regiones PAL)
- MSX (solo disponible en Japón)
- Consola Virtual Arcade

Nintendo eShop de Wii U
- NES/Family Computer
- Super NES/Super Famicom
- Nintendo 64
- TurboGrafx-16/PC Engine
- Game Boy Advance
- Nintendo DS

### Nintendo 3DS
La Consola Virtual de Nintendo 3DS hasta su cierre, incluía juegos de los siguientes sistemas:
- Game Boy
- Game Boy Color
- Game Boy Advance (solo disponible para los miembros del Programa Embajador)
- Nintendo Entertainment System
- Super Nintendo Entertainment System (solo disponible para usuarios de New Nintendo 3DS)
- Sega Game Gear

3D Classics
3D Classics fue una serie de juegos de NES/Famicom, Arcade y Sega Mega Drive/Genesis remasterizados con la funcionalidad agregada del 3D y características actualizadas, aunque los gráficos en general conservan su aspecto original. El primero de estos títulos, 3D Classics: Excitebike, estuvo disponible de forma gratuita durante un período de tiempo limitado.

### Nintendo Switch
A diferencia de Nintendo 3DS y Wii U, Nintendo Switch no posee Consola Virtual. Sin embargo, se puede jugar vía emulación algunos juegos de consolas clásicas de Nintendo y SEGA con una aplicación descargable desde eShop disponible para suscriptores de pago de Nintendo Switch Online.
Está planificado que en futuros lanzamientos incluyan software de Game Boy Advance y TurboGrafx-16. Las características especiales de la Consola Virtual permiten a los jugadores crear puntos de restauración, guardar el estado del juego de manera temporal para su uso posterior, y la capacidad opcional para ver los juegos en su resolución original acompañado con bordes especiales.

## WiiWare y DSiWare
Los servicios originales de WiiWare y DSiWare que estaban disponibles en el Canal Tienda Wii y en la Tienda Nintendo DSi respectivamente se encontraban disponibles en Nintendo eShop.

### WiiWare
WiiWare, estuvo disponible para Wii U desde el día de lanzamiento, ya que la primera actualización de la consola agregó soporte para el servicio Nintendo eShop y contuvo los juegos de WiiWare del Canal Tienda Wii. Todo el software existente en WiiWare estaba disponible para su descarga en Wii U a través de Nintendo eShop. Al igual que en Wii en la Wii U, WiiWare solo se puede reproducir en su resolución original, a través del Modo Wii, y la funcionalidad del botón HOME se desactiva mientras se está jugando al software de WiiWare. Había más de 450 juegos descargables disponibles en América del Norte desde octubre de 2012.

### DSiWare
DSiWare, estuvo disponible para Nintendo 3DS desde junio de 2011, mediante una actualización que agrega soporte para el servicio de Nintendo eShop y contiene los juegos de DSiWare de la Tienda Nintendo DSi. Con pocas excepciones, la mayoría de los juegos existentes en el software de DSiWare estaban disponibles para su descarga en el 3DS. Al igual que con los juegos de Nintendo DS, los juegos de DSiWare pueden ser opcionalmente vistos en su resolución original, además la funcionalidad del botón Home está desactivada mientras el software de DSiWare está activo.

## Servicios de video
Nintendo eShop ofrecía una amplia gama de servicios de video para Wii U y Nintendo 3DS. Algunos de estos servicios permitían a los usuarios ver episodios de series de televisión y películas en su Wii U en 480p, y en algunos casos en 720p HD y en Nintendo 3DS en 240p. Cabe señalar, sin embargo, que estos servicios mediante demanda estaban disponibles independientemente de los servicios de Nintendo Network.
Estos videos podían ser descargados a la memoria del sistema a través de SpotPass o enviados a través de la conexión inalámbrica del usuario a Internet. En Nintendo 3DS, muchos de estos videos se ofrecían en 3D, mientras que en Wii U, solo había videos disponibles en 2D. El contenido disponible exacto variaba según la región.
Los planes futuros incluían la unión de Netflix fuera de América del Norte en el Reino Unido e Irlanda, con una selección de películas de larga duración en 3D y Hulu Plus para Nintendo 3DS. Nintendo también planeó traer otro servicio de video mediante demanda y servicios de DVR a través de Nintendo TVii de Wii U.
| Contenido                                                                 | Gratuito o Suscripción                         | Wii U                                          | Nintendo 3DS                                   |
| Servicios de video integrados en Nintendo TVii                            | Servicios de video integrados en Nintendo TVii | Servicios de video integrados en Nintendo TVii | Servicios de video integrados en Nintendo TVii |
| ------------------------------------------------------------------------- | ---------------------------------------------- | ---------------------------------------------- | ---------------------------------------------- |
| Netflix (solo disponible en Norteamérica y Reino Unido)                   | Suscripción                                    | Sí                                             | Sí                                             |
| Hulu Plus (solo disponible en Norteamérica)                               | Suscripción                                    | Sí                                             | Sí                                             |
| Amazon Instant Video (solo disponible en Norteamérica)                    | Suscripción                                    | Sí                                             | —                                              |
| Servicios DVR integrados en Nintendo TVii                                 |                                                |                                                |                                                |
| TiVo                                                                      | Suscripción                                    | Sí                                             | —                                              |
| Servicios de video independientes                                         |                                                |                                                |                                                |
| Netflix (solo disponible en Norteamérica y Reino Unido)                   | Suscripción                                    | Sí                                             | Sí                                             |
| Hulu Plus (solo disponible en Norteamérica)                               | Suscripción                                    | Sí                                             | Sí                                             |
| Amazon Instant Video (solo disponible en Norteamérica)                    | Suscripción                                    | Sí                                             | No                                             |
| LoveFilm (solo disponible en Reino Unido)                                 | Suscripción                                    | Sí                                             | No                                             |
| YouTube                                                                   | Gratuito                                       | Sí                                             | Sí                                             |
| Nintendo Video (solo disponible en Norteamérica y Europa)                 | Gratuito                                       | No                                             | Sí                                             |
| YNN! (solo disponible en Japón)                                           | Suscripción                                    | Sí                                             | No                                             |
| NicoNico (solo disponible en Japón)                                       | Gratuito                                       | Sí                                             | No                                             |
| Programas en línea                                                        |                                                |                                                |                                                |
| Nintendo TV (Official Nintendo Magazine) (solo disponible en Reino Unido) | Gratuito                                       | No                                             | Sí                                             |
| Destacados de Nintendo Shop                                               | Gratuito                                       | Sí                                             | Sí                                             |
| Videos de las conferencias Nintendo Direct                                | Gratuito                                       | Sí                                             | Sí                                             |
| Otros servicios de video                                                  |                                                |                                                |                                                |
| Cortometrajes                                                             | Gratuito y De pago                             | No                                             | Sí                                             |

Servicios cancelados:
- SpotPass TV - cesó las operaciones el 20 de junio de 2012.[10]
- Eurosport - cesó las operaciones el 31 de diciembre de 2012.[11]
- Nintendo Show 3D - último episodio emitido el 28 de marzo de 2013.[12]

### Nintendo Video
Se lanzó en julio de 2011, Nintendo Video proporcionó una amplia gama de contenido en video en 3D, incluyendo cortometrajes, tráileres de películas y videos musicales. Los videos se descargaban en la 3DS a través de SpotPass y estaban disponibles para ser vistos en línea hasta que fueran sustituidos por otros nuevos, que se agregaban en Nintendo Video todos los miércoles en Europa y los jueves en América.

### Eurosport
Esta aplicación solo estaba disponible en Europa, con ella el usuario podía ver los videos en 3D del canal de deportes Eurosport de forma gratuita. Los videos se descargaban en la 3DS a través de SpotPass y estaban disponibles para ser vistos en línea hasta que fueran sustituidos por otros nuevos, al igual que Nintendo Video. Se agregaban nuevos videos cada jueves. Esta aplicación dejó de estar operativa el 31 de diciembre de 2012.

### Netflix
En América del Norte, los usuarios de Netflix pueden acceder al instante a este servicio para ver películas y series en 2D en su Nintendo 3DS. En el futuro, también se agregarán una selección de largometrajes en 3D.

## Planes
Hulu Plus se uniría al sistema, ofreciendo contenido en video en un futuro próximo, lo que permitirá a sus abonados ver episodios de series de televisión y películas en sus Nintendo 3DS.
Nintendo eShop se ampliaría aún más junto con el lanzamiento de Wii U, ya que el servicio estará incluido como parte de los servicios en línea de la consola, con el soporte de Nintendo Network. La versión de la eShop de Wii U incluía algunas de las características que ya están disponibles en Nintendo 3DS, tales como juegos descargables (incluyendo una selección de títulos de venta al por menor), contenido adicional, juegos de la Consola Virtual, demos y aplicaciones, tales como Netflix y Hulu Plus. Además, la Wii U sería el debut del contenido adicional para la eShop de Nintendo, tales como juegos de WiiWare, Amazon Instant Video, YouTube y una aplicación prevista de lector de libros electrónicos.